# Hana Meizel
Hana Meizel (חנה מייזל) , née le 25 décembre 1883 à Hrodna en Russie et morte le 28 mars 1972 en Israël, est une personnalité marquante du sionisme dans le domaine de l'agriculture, en tant qu'agronome de renom. Elle contribue considérablement dans l'imposition du rôle de la femme au sein du mouvement sioniste.

## Biographie
Elle naît le 25 décembre 1883 en Russie, et en 1901 émigre en Palestine, lors de la seconde aliyah. Hana Meizel adhère au parti de Poale Zion et étudie l'agriculture et les sciences naturelles en Suisse et en France.
Elle épouse Eliézer Shohat, personnage dont l'activité laissera sa marque dans l'histoire du sionisme. C'est elle qui fonde en 1911 la ferme agricole de Haalamot près de Kinéret, puis l'école d'agriculture de Nahalal en 1923.
Hana Meizel meurt le 28 mars 1972.